# Nuba Bjergene
Nuba Bjergene (også kaldet Nuba Bakkerne ) er et område beliggende i det sydlige Sydkordofan i Sudan med grænse til Sydsudan . Bjergene dækker et areal omkring 64 km i bredden og 140 km i længden, og er op til 910 meter højere end den omgivende slette. Bjergene strækker sig over et område på omkring 6.200 km². kvadratkilometer.

## Klima
Klimaet i bjergene er tørt, men de er frugtbare sammenlignet med de omkringliggende områder. Der falder mellem 400 og 800 millimeter regn om året, så der kan dyrkes mad og kan benyttes som græsningsområde. Regntiden varer fra midten af maj til midten af oktober.
Der er næsten ingen veje i Nuba Bjergene, så de fleste af landsbyerne er forbundet med ældgamle stier, der ikke kan nås med motorkøretøjer.

## Borgerkrig og fredsslutning
Fra midten af 1980'erne til undertegningen af våbenhvileaftalen har området været hårdt ramt af borgerkrigene i Sudan. Befolkningen i området har hovedsagelig støttet Sydsudans befrielseshær.
Regionen er under kontrol af den centrale regering i Khartoum, og fredsaftalen om afslutningen af borgerkrigen i Sudan, Naivashaaftalen, gav ikke Nuba-Bjergene ret til at deltage i Folkeafstemningen om uafhængighed i Sydsudan i 2011. I stedet er beboerne i Nuba-Bjergene er forpligtet til at afholde dårligt definerede "folkelige konsultationer" for at bestemme deres fremtid.
I juni 2011 rapporterer Folkekirkens Nødhjælp om grusomme overgreb og nedskydninger af civile i byerne Kauda og Kadugli i Nuba Bjergene. Der bliver bombet fra luften, og der er kampe på landjorden. Tusinder af civile er flygtet op i bjergene, og der udtrykkes frygt for at situationen udvikler sig til et nyt Darfur .

## Eksterne kilder og henvisninger
1. ↑  "Folkekirkens Nødhjælp: Frygt for et nyt Darfur i Nordsudan". Arkiveret fra originalen 16. juni 2011. Hentet 13. juni 2011.

- Will Sudan's Nuba Mountains be left high and dry?

12°00′N 30°45′Ø / 12.000°N 30.750°Ø